# وطء الأقدام
وطء الأقدام (بالإنجليزية Footfall): هي رواية خيال علمي للكاتبين الأميركيين لاري نيفين وجيري بورتبل. يوصف الكتاب وصول أعداد من الكائنات الفضائية يسمون الفيثب، الذين سافروا إلى نظامنا الشمسي من ألفا قنطورس بمركبة فضائية كبيرة. 
                         

## الحبكة
تتشابه كائنات الفيثب مع صغير الفيلة، مع العديد من الخراطيم الالتفافية ولديهم تكنولوجيا متطورة أكثر من البشر التي لم يطورا أياً منها من تلقاء أنفسهم، ففي الماضي البعيد كان المسيطر على كوكبهم من جنس آخر وهذا الجنس السابق دمر البيئة بشكل سيئ، جاعلين أنفسهم والعديد من الأجناس الأخرى منقرضين ولكن تركوا ورائهم معرفتهم منقوشة على مكعبات حجرية كبيرة وبهذا حصلت الفيثب على تكنولوجياتهم. تواجه الانقراض المحتمل بسبب الآثار طويلة الأجل للأسلحة البيولوجية وقد تم اختيار مجموعة من الفيثب عالية الرتب للهروب إلى النجوم. انقسمت التشابتسك فيثب (القطيع المسافر) ما بين «النائمون» و «مواليد الفضاء» كما انقسمت السفينة إلى «سفينة الجيل» و «سفينة النائم» ويخضع القائد الاصلي لمواليد الفضاء الذين يستعدون لبدء حضارة مبنية على الفضاء لكنهم ما يزالوا مكرسين لمثالية الجيل القديم بالغزو.
تعيش مخلوقات الفيثب في قطيع وتقاتل في الحروب بشكل مختلف عن البشر وعندما يجتمع قطيعان يتقاتلان حتى يكون واضح أي منهم هو المسيطر، يتقاتلون ثم يتوقفون والخاسر ينضم للقطيع الفائز. أن محاولات البشر للاتصال السلمي تربك الفيثب. عند وصولهم هاجموا المحطة الفضائية السوفياتية (لا تزال السوفتيات قوة عالمية كبرى) حيث رحبوا بهم السوفتيات والأمريكان، هدفهم تدمير مواقع عسكرية والبنية التحتية الهامة على الأرض.  أُسر ويس داوسون عضو كونغرس من الولايات المتحدة والعديد من رواد الفضاء السوفييت من أنقاض المحطة الفضائية.
تنقسم الشخصيات البشرية إلى مجموعتين رئيسيتين الأولى على الأرض والآخرين أخذوا أسرى على متن سفينة الفيث الفضائية. اعتاد المدنيين على عرض آثار الحرب يوم بيوم عن الحياة في الولايات المتحدة بينما ينقل الجيش وموظفي الحكومة نظرة أكثر أستراتيجية للأحداث وقد تم توظيف كُتاب خيال علمي كمستشاريين فنيين في تكنولوجيا وسلوك الكائنات الفضائية، فالشخصيات مبنية على كُتاب حقيقيين ويشمل نيفين (مين رينولد) وبورنيل (وايد كيرتس) وروبرت أنسلون هيينلين (بوب أنسون).
بعد اعتداءاتهم الأولية أنزلت الفيثب القوات البرية في مركز شمال أمريكا، بدايةً في ولاية كانساس وحولها. وقد بدأوا بصد الهجوم عن طريق الليزر المدارس وأسلحة الطاقة الحركية لكن الهجوم النووي من السوفييت والولايات المتحدة معاً أدى إلى مسح قواتهم التي على الشاطئ على الرغم من أن الفيثب معتادون على الأسلحة النووية إلا أنهم يفضلون استخدام أسلحة أقل ضرراً وقد صدموا من كما يعتبرونه همجية الإرادة البشرية ل «تخريب أرضهم» بواسطة النظام الإشعاعي. يستجيب الفيثب لهزيمة غزوهم بإسقاط كويكب كبير في المحيط الهندي والتي يؤدي تأثيرها إلى ضرر بيئي على المستوى العالمي وتدمير شبه تام للهند على وجه الخصوص ثم قاموا الفيثب بغزوا معظم أفريقيا وإخضاع الناس في القارة بنجاح إذ في مناسبات عديدة  يتم مساعدة الفيثب من قبل أمراء الحرب سعياً للحفاظ على سلطتهم على العامة.
تبني الولايات المتحدة سراً مركبة فضائية كبيرة مسلحة تسليحاً ثقيلاً في ولاية واشنطن مدفوعة بالمتفجرات النووية (مشروع حقيقي معروف باسم مشروع اوريون) وسميت المركبة باسم مايكل رئيس الملائكة التوراتية الذي ألقى لوسيفر من الجنة. تنطلق مايكل وتقاتل اعداد قليلة من مراكب العدو في المدار، تطارد مركبة الكائنات الفضائية رغم الاضرار الجسيمة. تحمل واحدة من السفن الفضائية على متن مايكل وتصدم سفينة الفيثب مما أدى إلى حدوث أضرار جسيمة.
على الأرض، يتلقى الرئيس دايفيد كوفي من الفيثب عرض استسلام مشروط. كوفي على استعداد بالسماح للفيثب في الانسحاب إلى الفضاء ومتردد في تدمير تكنولوجياتهم، وحمولة الأطفال والإناث. ويعارض من قبل مستشاريه الذين يشعرون أنه يخاطر بكل البشرية عند سماحه للفيثب بالهروب وإعادة التجمع. عندما يطوى كوفي تحت الضغط، يقدم مستشار الأمن القومي أدميرال كاريل انقلاب غير دموي بالتحايل على الرئيس والتواصل لرفض شروط الكائنات الفضائية. عمل تخريبي من قبل الإنسان على متن سفينة الكائنات الفضائية يسبب عطل بمحركات الفيثب والسماح للمايكل بإلحاق ضرر كبير التي أجبرت الفيثب على قبول البشرية كأقوى جنس وتسليم أنفسهم ليصبحوا جزء من البشر «قطيع». في المشهد الأخير، يستلقي قائد الفيثب على ظهره بإيماءة الخضوع والسماح لعضو سابق في الكونغرس الاسير ويس دارين بوضع قدمه على صدره، كانت لفتة الفيثب الرسمية للاستسلام.

## الخط الزمني
•ق.1915 : الفيثب تشابتسك (القطيع المسافر) غادر ألفا قنطورس إلى الأرض بمركبتهم الفضائية ثوكتون فليشثي (حامل الرسالة).
•ق.1919: يدخل النائمون الغيبوبة.
•أيلول 1976: يصل ثوكتون فليشثي لزحل.
•حزيران 1980: تم إعادة تزويد ثوكتون فليشثي.
•	حزيران 1981: أنشأ الفيثب لانفسهم على الأرض مستعمرة كويكب.
•نيسان 1995: بدأ الثوكتون فليشثي رحلتهم حول الأرض.
•آيار 1995: أكتشف علماء الفلك البشريون في هاواي أن هناك سفينة كائنات فضائية على مسار نحو الأرض.
•حزيران 1995: الهجوم الأولي على الفيثب، الأسلحة الحركية تعيث فساداً في الأرض. اوقع بالأقمار الصناعية ودمرت محطة السوفييت الفضائية «كوسمورجيد» وتم أسر ركابها.
•تموز 1995: تطلق الفيثب غزو كانساس. وبعد ذلك بوقت قصير تبدأ حرب جيهواك، هجوم تقليدي ضد قوات الفيثب الذي دمر الاستعانة بدعم الفضاء بسرعة. بعد أسبوعيين تعاون الأمريكيون والسوفييتات بالانتقام النووي معاً الذي هزم قوات الفيثب وحطم الكثير في كانساس في العملية.
•آب 1995: سقوط الكويكب. أسقط الفيثب الكويكب في المحيط الهندي، تسونامي تدمر اليابسة المحيطة بها في حين أن العالم كله يلف في عاصفة مطيرة شديدة لا نهاية لها. تذكرت الهند بشكل خصوصي في حين أن الفيثب نجحوا في اجتياح الكثير من أفريقيا.
•تموز 1996: الرحلات الجوية للمركبة «مايكل» تنتهي بإستسلام رسمي للتشابتسك فيثب إلى عضو الكونغرس الأمريكي ويس دوسن.

## الأستقبال
رشحت «وطء الأقدام» لجائزة الهوجو كأفضل رواية لعام 1986 وجائزة لوكس كأفضل رواية خيال علمي لعام 1986 وكانت الأعلى مبيعاً في نيويورك تايمز.
مراجعات «كيركس» اعتبرت انها مبالغ فيها وغير مكتملة لحد كبير وقد حكم عليها انها أكثر مللاً وأقل أفكاراً من العمل المشترك السابق لنيفين وبورايلي، مع حبكات جانبية بالكاد لها صلة ومجموعة كبيرة بالآلاف، لكن تمدح مجتمع الفيثب بشكل خاص بأنها عملت بشكل جيد.
دايفيد لانجفورد وصفها ب «تمزيق الحكاية» لكن ذكر أن لديها عيوب نموذجية يشمل السرعة البطيئة ومجموعة كبيرة مع عدد قليل من الشخصيات ذات الصلة كما قال أن المؤلفيين متحمسيين لاسلحة فضائية جاءت قوية بشكل مزعج. اما جيمس نيكول فوجدها معتدلة ورواية طويلة مملة مع شخصيات ضعيفة وصورة غير دقيقة علمياً عن تأثير الكويكب لكنه أعترف أنها كانت أفضل من غالبية الأعمال في فرقتها الفرعية وأشاد على نيفين بتصويره الفيثب.